# Ziggy Stardust and the Spiders from Mars
Ziggy Stardust and the Spiders from Mars è un film concerto realizzato in occasione dello show che il cantante inglese David Bowie tenne all'Hammersmith Odeon di Londra il 3 luglio 1973.
Girato in 16 mm da D.A. Pennebaker, il film testimonia il concerto finale dell'Aladdin Sane Tour che consacrò il successo di Bowie e degli Spiders from Mars, la band che lo accompagnava in questo periodo, e che consegnò alla storia del rock il suo alter ego Ziggy Stardust. Il film è stato distribuito solo nel novembre 1983, preceduto di un mese dalla pubblicazione della colonna sonora, ed è stato reso disponibile per l'home video nell'agosto 1984.

## Il video
(D.A. Pennebaker, 1999)
Come dichiara Pennebaker nell'intervista presente nell'edizione in DVD uscita nel 2003, la RCA gli chiese di andare a Londra per filmare solo un paio di canzoni ma quando vide il primo dei due concerti all'Hammersmith Odeon si rese conto che "c'era un intero film da fare". Anche se aveva una scarsa conoscenza della musica di David Bowie rimase impressionato dal carisma del cantante sul palco e dalle sue canzoni e si preparò in fretta per riprendere il secondo concerto. Il regista ha rivelato anche altri retroscena: «David voleva fare il film, la RCA in realtà no. Volevano vendere il video alla ABC per uno di quegli spettacoli late-night che mostravano film musicali... Ma poi più lo guardavo e lo mostravo alla gente più sentivo che era un film vero e proprio. Mi ci sono voluti molti anni per convincere tutti...»
Oltre al concerto vennero girate alcune sequenze nei camerini, nelle quali Bowie si sottopone al trucco di Pierre La Roche ed esegue frenetici cambi di costume mentre la band prosegue sul palco. Piuttosto significative anche le rivelazioni colte di sfuggita sul modo di condurre gli affari di Tony Defries: «È tutto in codice» mormora il cantante mentre osserva un misterioso telex inviato al suo manager dagli uffici di New York della MainMan, «non sapevo che facesse affari in codice... non ci capisco una parola...».
«Il nuovo film di D.A. Pennebaker sul concerto d'addio di Ziggy e gli Spiders non è una grande esperienza cinematografica, ma cattura un reale senso del tempo e del luogo... la sensazione di aver catturato un pezzo di storia riesce ancora a risplendere... Nonostante i difetti tecnici, ciò che alla fine rovina il film sono le immagini del "vero" Bowie nel suo camerino... Interrompono la magia dello spettacolo, rompono l'illusione e distruggono la fantasia. Non era David Bowie che la gente era andata a vedere, ma il personaggio Ziggy e tutto ciò che si portava dietro».
Il film avrebbe dovuto essere presentato in pubblico a Natale di quello stesso anno, con il titolo The Last Concert, ma il progetto venne abbandonato e si dovette attendere l'ottobre 1974 per vederne circa un'ora trasmessa negli Stati Uniti dalla ABC. Pur con una qualità audio e video non impeccabile, con chitarra e basso che sovrastavano quasi completamente tutto il resto, spesso anche la voce di Bowie, questa prima trasmissione resta degna di nota perché fu la prima e ultima occasione per vedere (e ascoltare) il duetto con Jeff Beck, che si era unito al gruppo per contribuire ai bis di The Jean Genie (con un accenno a Love Me Do) e Round and Round.
La trasmissione americana fu seguita da quasi un decennio di puntigliose controversie tra i finanziatori del film e Tony Defries, produttore esecutivo oltre che manager di Bowie, che alla fine portarono anche all'eliminazione del contributo di Jeff Beck. In realtà, secondo le parole di Tony Visconti che aveva partecipato al mixaggio della colonna sonora, sembra che in questo caso il motivo abbia riguardato più una questione di immagine che di diritti d'autore: «...l'obiezione di Beck riguardava in realtà i suoi pantaloni a zampa di elefante e stava cercando un modo per farsi tagliare dal film!»
Il film completo fu proiettato per la prima volta all'Edinburgh Film Festival il 31 agosto 1979 e solo nel novembre 1983 venne distribuito in tutto il mondo dalla 20th Century Fox, col titolo Ziggy Stardust and the Spiders from Mars e con un sonoro nuovamente remixato da Bowie, Tony Visconti e Bruce Tergesen. «L'ho tirato fuori l'anno scorso e gli ho dato un'occhiata» spiegava il cantante, «ho pensato "Questo film è troppo divertente! Quel ragazzo si vestiva così anche nella vita di tutti i giorni? Aspetta che lo veda mio figlio!"».
Nell'agosto 1984 il film è stato reso disponibile per l'home video e l'anno successivo è stato pubblicato in Giappone in formato laser disc (con Oh! You Pretty Things erroneamente riportata come Oh! You Beautiful Things). L'uscita in DVD è del 4 novembre 1998 e il 24 marzo 2003, in occasione del 30º anniversario, è stata distribuita un'edizione rimasterizzata con contenuti extra, tra cui i commenti di Tony Visconti e del regista e il cosiddetto "Farewell Speech", il discorso pronunciato prima di Rock 'n' Roll Suicide con cui Bowie si congedava dal suo pubblico vestendo per l'ultima volta i panni di Ziggy Stardust.
Una riedizione del 2023, rimasterizzata in 4k e supervisionata da Pennebaker tra gli altri, ha reincorporato le canzoni eseguite da Beck durante lo spettacolo (incluso "The Jean Genie"), un mix audio 5.1 e una durata di 1 ora e 42 minuti.  Il film presenta anche un breve cameo di Ringo Starr.

## Tracce
Testo e musiche di David Bowie, tranne dove indicato.
1. Opening Credits/Intro (inclusa la nona sinfonia di Beethoven arrangiata ed eseguita da Wendy Carlos) - solo ediz. DVD 2003
2. Hang On to Yourself
3. Ziggy Stardust
4. Watch That Man
5. Medley: Wild Eyed Boy from Freecloud / All the Young Dudes / Oh! You Pretty Things
6. Moonage Daydream
7. Changes
8. Space Oddity
9. My Death (E. Blau, J. Brel, M. Shuman)
10. Cracked Actor
11. Time
12. The Width of a Circle
13. Band introduction - solo ediz. DVD 2003
14. Let's Spend the Night Together (M. Jagger, K. Richards)
15. Suffragette City
16. White Light/White Heat (L. Reed)
17. Farewell Speech - solo ediz. DVD 2003
18. Rock 'n' Roll Suicide
19. End Credits (inclusa Pomp and Circumstance di Edward Elgar) - solo ediz. DVD 2003

## Formazione
- David Bowie - voce, chitarra, armonica, sassofono
- Mick Ronson - chitarra, cori
- Trevor Bolder - basso
- Mick Woodmansey - batteria
- Mike Garson - tastiere
- John Hutchinson - chitarra ritmica, cori
- Brian Wilshaw - sassofono, flauto
- Ken Fordham - sassofono
- Geoffrey MacCormack - percussioni, cori